# Kłamstwa Antychrysta
Kłamstwa Antychrysta (Śmierć Antychrysta) – obraz włoskiego malarza epoki quattrocenta – Luki Signorellego.
Prace nad freskiem Signorelli rozpoczął w 1499 roku, w atmosferze oczekiwania na rychły koniec świata, mający przyjść wraz z nadejściem nowego wieku. Na płaszczyźnie obrazu artysta umieścił liczne sceny skoncentrowane wokół postaci Antychrysta. Z wyglądu przypomina on Chrystusa, wygłasza kazania, czyni cuda, udaje się do Jerozolimy, doznaje wniebowstąpienia, jednakże jego słowa obracają się w kłamstwo i zdradę. Na koniec Antychryst zostaje zabity. Z prawej strony znajduje się wielka świątynia.
Na pierwszym planie u dołu Antychryst stoi na postumencie i głosi kazanie. Treść kazania szepcze mu do ucha diabeł. Te dwie postacie są ze sobą ściśle połączone. Lewa ręka Antychrysta sprawia wrażenie przedłużenia ręki szatana. Pod jego stopami składane są dary ze złota, symbolizujące pokusę bogactwa – fundamentu siły Antychrysta. Na piedestale umieszczona została płaskorzeźba, przedstawiająca nagiego jeźdźca, symbol pychy szatana.
Po lewej stronie stoi grupa widzów, wśród nich rozgrywa się scena morderstwa. Osoby, które nie wierzą w Antychrysta, zostają zamordowane. Wśród tej grupy młoda kobieta sprzedaje swoje ciało starcowi, który wręcza jej pieniądze. W centralnej części obrazu, po lewej stronie, ukazana została kolejna grupka, tym razem mnichów dyskutujących nad pseudowskrzeszeniem Antychrysta ukazanego w centralnej części obrazu.

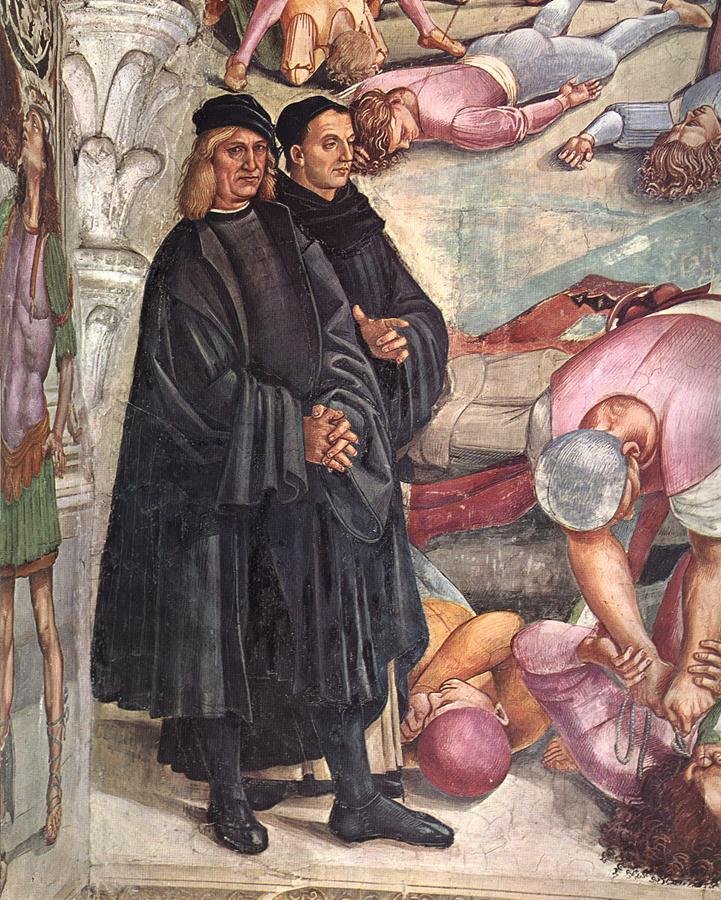
Autoportret malarza

Są to dominikanie i franciszkanie, którzy słuchając słów Pisma Świętego, nabierają siły do walki z Antychrystem. Część mnichów kartkuje święte księgi. Wyżej inna grupa jest skupiona wokół łoża chorego, gdzie dokonuje się fałszywe uzdrowienie. Po prawej Antychryst nakazuje zabicie dwóch proroków. Wokół świątyni wzniesionej przez Antychrysta przemieszczają się czarne postacie – strażnicy budynku, symbolu potęgi fałszywego proroka.
Z nieba padają krwiste, a nie, jak głosi tradycja, złote promienie. W promieniach unosi się uzbrojony w miecz anioł Michał, który na rozkaz Boga walczy z Antychrystem.
W narożniku po lewej stronie u dołu ukazane zostały dwie postacie w czerni, odróżniające się od pozostałych postaci. Po lewej stronie stoi sam malarz Signorelli, a jego towarzyszem był prawdopodobnie Fra Angelico.